# Arthur Chichester (4. baron Templemore)
Arthur Claud Spencer Chichester (ur. 12 września 1880, zm. 2 października 1953) – brytyjski arystokrata i polityk, syn Arthura Chichestera, 3. barona Templemore. Absolwent Harrow School i Royal Military Academy Sandhurst.
Po ukończeniu nauki w akademii wojskowej został w 1900 r. przydzielony do Fizylierów Królewskich (Royal Fusiliers). Brał udział w II wojnie burskiej, później służył w Tybecie. W stopniu kapitana brał udział w I wojnie światowej. Walczył we Francji i we Włoszech. Uzyskał stopień majora Gwardii Irlandzkiej (Irish Guards). Został odznaczony Orderem za Wybitną Służbę (1918 r.) i został oficerem Orderu Imperium Brytyjskiego (w 1919 r.).
Po śmierci swojego ojca w 1924 r. odziedziczył tytuł barona Templemore i zasiadł w Izbie Lordów. Związany był z Partią Konserwatywną. W 1927 r. został parlamentarnym prywatnym sekretarzem lorda Onslowa, podówczas podsekretarza stanu w ministerstwie wojny, później Paymaster-General. Od lutego do czerwca 1929 r. był Lordem-in-Waiting króla Jerzego V. Ponownie pełnił ten urząd od 1931 do 1934 r. Przez kolejnych 11 lat, do 1945 r., był kapitanem Ochotników Gwardii. W latach 1940–1945 był rządowym whipem w Izbie Lordów. W 1938 r. został odznaczony Krzyżem Komandorskim Królewskiego Orderu Wiktoriańskiego.
10 stycznia 1911 r. poślubił Clare Meriel Wingfield (ur. 5 czerwca 1886), córkę Mervyna Wingfielda, 7. wicehrabiego Powerscourt, i lady Julii Coke, córki 2. hrabiego Leicester. Arthur i Clare mieli razem trzech synów:
- major Arthur Patrick Spencer Chichester (23 marca 1914 - grudzień 1942), walczył w szeregach Coldstream Guards, zginął w Afryce Północnej
- Dermot Richard Claud Chichester (18 kwietnia 1916 - 19 kwietnia 2007), 5. baron Templemore i 7. markiz Donegall
- major Desmond Clive Chichester (27 stycznia 1920 - 7 października 2000), służył w Coldstream Guards, odznaczony Krzyżem Wojennym, ożenił się z Lorną Ravenhill i Felicity Harrison, miał dzieci

Lord Templemore zmarł w 1953 r. Tytuł barona odziedziczył jego młodszy syn.